# ノダル・ドゥンバゼ
ノダル・ドゥンバゼ（Nodar Dumbadze,ジョージア語:ნოდარ დუმბაძე, 1928年7月14日 - 1984年9月4日）は、ジョージアの作家である。

## 来歴
首都トビリシ生まれ。1950年にトビリシ国立大学経済学部卒業。1972～1984年グルジア作家同盟書記長。ジョージアを代表する作家。
デビュー作『僕とおばあさんとイリコとイラリオン』のほかに、『太陽が見える』や『白い旗』といった作品がある。

## 長篇作品
- 1960年　„მე, ბებია, ილიკო და ილარიონი“（Granny, Iliko, Illarion, and I）　『僕とおばあさんとイリコとイラリオン』
- 1962年  „მე ვხედავ მზეს“（I Can See the Sun）
- 1967年  „მზიანი ღამე“（The Sunny Night）
- 1971年  „ნუ გეშინია, დედა!“（Don’t Be Afraid, Mother!）
- 1973年  „თეთრი ბაირაღები“（The White Banners）
- 1978年  „მარადისობის კანონი“（The Law of Eternity）

## 日本語訳
- 『僕とおばあさんとイリコとイラリオン』（児島康宏訳、2004年、未知谷）